# Max Aub
Max Aub (Paris, 2 de junho de 1903 - Cidade do México, 22 de julho de 1972) foi um escritor espanhol. Escreveu sobretudo romances e teatro.

## Biografia
Nascido em Paris, de pai alemão e mãe francesa, ambos de origem judia, é obrigado a abandonar o seu país, se instalando em Valência aos onze anos. Estudou no Instituto de Valencia, com José Gaos, outro futuro exilado.
Depois da vitória de Francisco Franco na Guerra Civil Espanhola se refugiou em França e posteriormente em México, onde viveu até sua morte.
Sua principal obra narrativa é El laberinto mágico, um conjunto de cinco romances sobre a Guerra Civil Espanhola.

## Obras

### Romances
- Luis Álvarez Petreña (1934/1965/1971; edições sucessivamente ampliadas).
- El laberinto mágico: Campo cerrado (1943), Campo de sangre (1945), Campo abierto (1951), Campo del Moro (1963), Campo francés (1965) y Campo de los almendros (1968).
- Las buenas intenciones (1954).
- Jusep Torres Campalans (1958).
- La calle de Valverde (1961).
- Juego de Cartas (1964), um baralho de cartas publicado no México por Alejandro Finisterre, composto por dois jogos diferentes com um total de 106 cartas, que têm desenhos atribuídos a Torres Campalans de um lado e cartas de várias pessoas no verso que permitem reconstruir a vida do personagem principal.

### Contos
- Viver de Las Aguas. Fundación Max Aub e Ayuntamiento de Viver.
- No son cuentos (1944). México: Tezontle.
- Revista Sala de espera. Secciones No son cuentos (segunda serie) e Zarzuela (1948-1950). México: Gráficos Guanajuato.
- Algunas prosas (1954). México: Los Presentes.
- Cuentos ciertos (1955) México: Antigua Librería Robredo.
- Cuentos mexicanos (con pilón) (1959). México: Imprenta Universitaria.
- La verdadera historia de la muerte de Francisco Franco y otros cuentos (1960). México: Libro Mex Editores.
- El Zopilote y otros cuentos mexicanos (1964). Barcelona: Edhasa.
- Historias de mala muerte (Obras incompletas de Max Aub) (1965). México: Joaquín Mortiz.
- Mis páginas mejores (1966). Madrid: Gredos, Col. «Antología Hispánica», 24.
- Últimos cuentos de la guerra de España (1969). Caracas: Monte Ávila Eds.

Outras antologias e edições de histórias de Aubian
- La verdadera historia de la muerte de Francisco Franco y otros cuentos (1979). Barcelona: Seix y Barral.
- Crímenes ejemplares (1991). Prólogo de Eduardo Haro Tecglen. Madrid: Editorial Calambur. Luego, ya íntegramente, como Mucha muerte, Granada, Cuadernos del vigía, 2011.
- Enero sin nombre. Los relatos completos del Laberinto mágico (1994). Presentación de Francisco Ayala y selección y prólogo de Javier Quiñones. Barcelona: Alba Editorial.
- Manuscrito cuervo. Historia de Jacobo (1999). J. A. Pérez Bowie (ed.). Segorbe: Fundación Max Aub-Universidad de Alcalá de Henares. Y, luego, en Granada, Cuadernos del vigía, 2011.
- Cuentos ciertos (2004). Segorbe: Fundación Max Aub.
- No son cuentos (2004). Con prólogo de Francisco Caudet. Madrid: Huerga y Fierro Editores.
- Relatos I. Fábulas de vanguardia y Ciertos cuentos mexicanos (2006), Obras completas, vol. IV-B, Joan Oleza (Dir.), Franklin García Sánchez (ed.). Valencia: Biblioteca Valenciana – Institució Alfons el Magnànim.
- Relatos II. Los relatos de El laberinto mágico (2006). Obras completas, vol. IV-B, Joan Oleza (dir.), Luis Llorens Marzo y Javier Lluch Prats (eds.). Valencia: Biblioteca Valenciana – Institució Alfons el Magnànim.
- El limpiabotas del Padre Eterno y otros cuentos ciertos: la mirada del narrador testigo (2011). Eloísa Nos Aldás y Javier Lluch Prats (eds.). Segorbe: Fundación Max Aub, Col. Biblioteca Max Aub, 16.

### Teatro
- Una botella (1924).
- El desconfiado prodigioso (1924).
- Espejo de avaricia (1927).
- Narciso (1928).
- San Juan (1943).
- Morir por cerrar los ojos (1944).
- El rapto de Europa (1946).
- De algún tiempo a esta parte (1949).
- Deseada (1950).
- No (1952).
- Obras en un acto (1960).
- El cerco (1968).
- Comedia que no acaba.

### Ensaios de crítica literária
- Discurso de la novela española contemporánea (1945).
- La poesía española contemporánea (1947).
- La prosa española del siglo XIX (1952).
- Guía de narradores de la Revolución Mexicana (1969).
- Manual de historia de la literatura española (1974).

### Poesia
- Los poemas cotidianos (1925).
- Diario de Djelfa (1944, 1970, 1996 e 2001).
- Antología traducida (1963, 1972). (1998).
- Versiones y subversiones (1971).
- Imposible Sinaí (1982). Ed. completa Lamentos del Sinaí (2008) por Pasqual Mas.
- Antología de la poesía mexicana 1950–1960 (1960).

### Biografia
- Conversaciones con Luis Buñuel (Aguilar, 1984), livro póstumo, elaborado por Federico Álvarez, de entrevistas com Buñuel e, sobretudo, com amigos, parentes e conhecidos. Era o material de preparação oral para a vida em Bueñuel.
- Luis Buñuel, novela (Granada, Cuadernos del vigía, 2013), livro inédito e mais próximo de seu projeto biográfico, complementar ao anterior: inclui apenas as entrevistas com Buñuel, mas continuamente misturado aos comentários de Aub, muitas discussões deste último sobre o cineasta e uma longa segunda parte, "A arte de seu tempo , pp. 397-592, sobre as vanguardas, e como Buñuel é afetado por elas.

### Pseudobiografia
- Jusep Torres Campalans, 1958.

### Autobiografia
- Yo vivo (1951), fragmentos 1934-36. Ahora, en Segorbe, Univ. Córdoba, 1995.
- La gallina ciega. Diario español (1971).
- Diarios (1939-1972). Edição, estudo introdutório e notas de Manuel Aznar Soler. Barcelona, Alba, 1998.
- Diarios. M. Aznar Soler (ed.). México: CONACULTA. Col. Memorias Mexicanas. 2002.
- Nuevos diarios inéditos: 1939–1972. Edición de Manuel Aznar Soler, Sevilla, Renacimiento, 2003. Edição definitiva desse diário.

### Epistolário
- Caudet, Francisco (ed.) (2003). Max Aub-Manuel Tuñón de Lara. Epistolario 1958-1973. Valencia: Biblioteca Valenciana-Fundación Max Aub.
- Enríquez Perea, Alberto (ed.) (2007). Alfonso Reyes-Max Aub. Epistolario 1940-1959. Presentación de Alicia Reyes. Valencia: Biblioteca Valenciana-Fundación Max Aub.
- González Sanchís, Miguel Ángel (1992). Epistolario del exilio. Max Aub (1940-1972). Segorbe: Ayuntamiento.
- Lluch Prats, Javier (ed.) (2007). Max Aub-Ignacio Soldevila Durante. Epistolario 1954-1972. Valencia: Biblioteca Valenciana-Fundación Max Aub.
- Montiel, Francisca (1993). “Escribir fuera de España: la correspondencia entre Max Aub y Segundo Serrano Poncela”, en Actas 1993 (véase Alonso, 1996), vol. I, pp. 185–202.
- Montiel, Francisca (2006). “Mérimeé frente a Víctor Hugo: la correspondencia entre Esteban Salazar Chapela y Max Aub”, en M. Aznar (ed.), Escritores, editoriales y revistas del exilio republicano de 1939. Sevilla: Renacimiento, pp. 245–272.
- Prats Rivelles, Rafael (1986). “Mi correspondencia con Max Aub”, en Batlia. Valencia: Diputación Provincial de Valencia, otoño-invierno de 1986, pp. 128–132.
- Soldevila Durante, Ignacio (ed.) (2001). Max Aub-Francisco Ayala. Epistolario 1952-1972. Valencia: Biblioteca Valenciana-Fundación Max Aub.